# Hans-Heinrich Wrede
Hans-Heinrich Wrede (* 1946) ist ein ehemaliger deutscher Diplomat. Von 2007 bis 2011 war er Ständiger Vertreter der Bundesrepublik Deutschland bei den UN-Organisationen in Rom.
Nach seinem Abitur im Jahre 1966 studierte Wrede bis 1972 Rechtswissenschaften und Soziologie in Köln, Heidelberg, Lausanne, Paris und New York. Von 1977 bis 1979 absolvierte er den Vorbereitungsdienst für den höheren Auswärtigen Dienst und arbeitete nach erfolgreichem Abschluss zunächst bis 1982 an der deutschen Botschaft in Addis Abeba. Es schlossen sich Stationen im Auswärtigen Amt, La Paz, Wien und London an. Von 1994 bis 1995 war Wrede zudem Leiter des persönlichen Büros des ehemaligen Bundesaußenministers Hans-Dietrich Genscher. Wrede war von August 2002 bis Ende 2006 Ständiger Vertreter Deutschlands bei der UNESCO und von 2003 bis 2005 erster deutscher Präsident des UNESCO-Exekutivrats. Vom 10. Januar 2007 bis 2011 war Wrede Ständiger Vertreter der Bundesrepublik Deutschland bei den UN-Organisationen FAO, WFP und IFAD.
Er lebt heute mit seiner Frau im Münchner Stadtteil Bogenhausen.